# Igino Maria Serci Vaquer
Igino Maria Serci Vaquer (Nuraminis, 21 aprile 1884 – Trieste, 30 maggio 1938) è stato un vescovo cattolico italiano.

## Biografia
Nacque a Nuraminis il 21 aprile 1884 dal cav. Celestino e dalla nob. donna Margherita Vaquer di Villasor. Il padre era fratello dell'arcivescovo di Cagliari, mons. Paolo Giuseppe Maria Serci Serra. Era penitenziere a Cagliari quando, il 2 febbraio 1934, fu nominato vescovo di Ozieri e ordinato il 22 aprile 1934. Acconsentì a che la piccola comunità evaristiana si insediasse in un villino del seminario di Ozieri, dissodando il terreno annesso (tre giovani confratelli intrapresero gli studi nel seminario e uno di loro arrivò al sacerdozio ma non rientrò nella congregazione, come invece aveva sperato padre Evaristo).
Morì a Trieste il 30 maggio 1938, di ritorno da un seminario in Ungheria. È sepolto nella Cappella degli arcivescovi nel cimitero monumentale di Bonaria, vicino allo zio Paolo Giuseppe Maria Serci Serra, per grazia della Chiesa cagliaritana e per la pietà dei nipoti (discendenti dal cav. nob. don Arturo Vaquer di Villasor, figlio di secondo letto di donna Margherita Vaquer ved. Serci, risposata Vaquer).
Nella sacrestia della chiesa di San Pietro Apostolo a Nuraminis vi è una fotografia di grandi dimensioni che lo ricorda, insieme a quella dell'ancora molto venerato zio arcivescovo di Cagliari.
Nella Cappella degli arcivescovi, del cimitero monumentale di Bonaria, la lapide sepolcrale in marmo, con lo stemma completo (un ovale; troncato: il primo d'azzurro alla fontana zampillante alta d'argento, sulla partizione; il secondo d'argento ai tre monti di verde uscenti dalla punta. Lo stemma cimato da una corona di conte, accollato alla croce, accostata a destra dal pastorale e a sinistra dalla mitria, tutto sotto un cappello vescovile di verde. Il motto: Plus Pressa Plus Surgit), recita: Quem oppidum Nuraminis natum excepit - XI Cal. Maias A. MDCCCLXXXIV - Et de Budapest peregrinantem mortuum habuit - III Cal. Junias A. MCMXXXVIII - Hic - nepotum amore et Ecclesiae Calaritanae libenti caritate - Depositus VIII Idus Octobres A. MCMLXXI - In pace requiescit - Hyginus Maria Serci - Annis MCMXXXIV MCMXXXVIII Episcopus Othierensis - Atque sciens cui credidit - Dominum venientem resurrecturus exspectat.

## Genealogia episcopale
La genealogia episcopale è:
- Cardinale Scipione Rebiba
- Cardinale Giulio Antonio Santori
- Cardinale Girolamo Bernerio, O.P.
- Arcivescovo Galeazzo Sanvitale
- Cardinale Ludovico Ludovisi
- Cardinale Luigi Caetani
- Cardinale Ulderico Carpegna
- Cardinale Paluzzo Paluzzi Altieri degli Albertoni
- Papa Benedetto XIII
- Papa Benedetto XIV
- Papa Clemente XIII
- Cardinale Marcantonio Colonna
- Cardinale Giacinto Sigismondo Gerdil, B.
- Cardinale Giulio Maria della Somaglia
- Cardinale Carlo Odescalchi, S.I.
- Cardinale Costantino Patrizi Naro
- Cardinale Lucido Maria Parocchi
- Cardinale Andrea Carlo Ferrari
- Arcivescovo Ernesto Maria Piovella, O.SS.C.A.
- Vescovo Igino Maria Serci Vaquer

## Fonti
- I miei tre episcopati, Cagliari, Dessì, 1897
- (EN) David Cheney, Bishop Igino Maria Serci Vaquer †, su Catholic-Hierarchy.org.
- http://www.diocesidicagliari.it/aspxPages/funzioni/showIst.aspx?idIst=70[collegamento interrotto]
- https://web.archive.org/web/20110812114908/http://www.apostolische-nachfolge.de/nekrolog_1938.htm
- Igino Maria Serci, Prima lettera pastorale / di mons. Igino Maria Serci vescovo di Ozieri, Cagliari - Tip. "Artigiana", 1934
- Giuseppe Mani, Arcivescovo di Cagliari, Ecce Sardinia Mater tua 1908-2008 il saggio Nove episcopati nel segno di Maria di Bonaria (con le biografie religiose dei vescovi e arcivescovi Igino Serci, F. Cogoni, A. Ciuchini, G. Melas, P. Carta, T. Pillolla, A. Orrù, A. Vacca e M. Marcia), consegnati a S.S. Papa Benedetto XVI, in occasione della visita a Cagliari nel settembre 2008.